# Aéroport international de Villahermosa

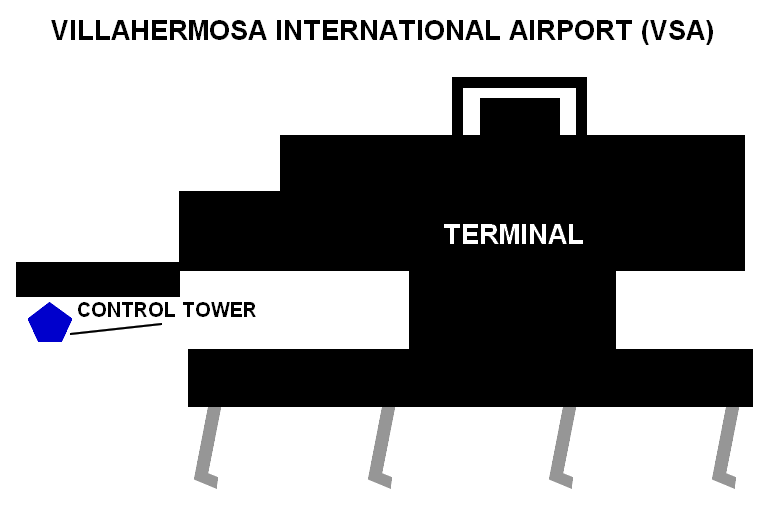
Plan du terminal.

L'aéroport international Carlos Rovirosa Pérez ou l'aéroport international de Villahermosa (code IATA : VSA • code OACI : MMVA • code DGAC M. : VSA) est un aéroport international desservant Villahermosa, capitale de l'État mexicain de Tabasco. C'est également l'aéroport principal le plus proche des ruines mayas de Palenque, une destination touristique prisée. 

## Galerie

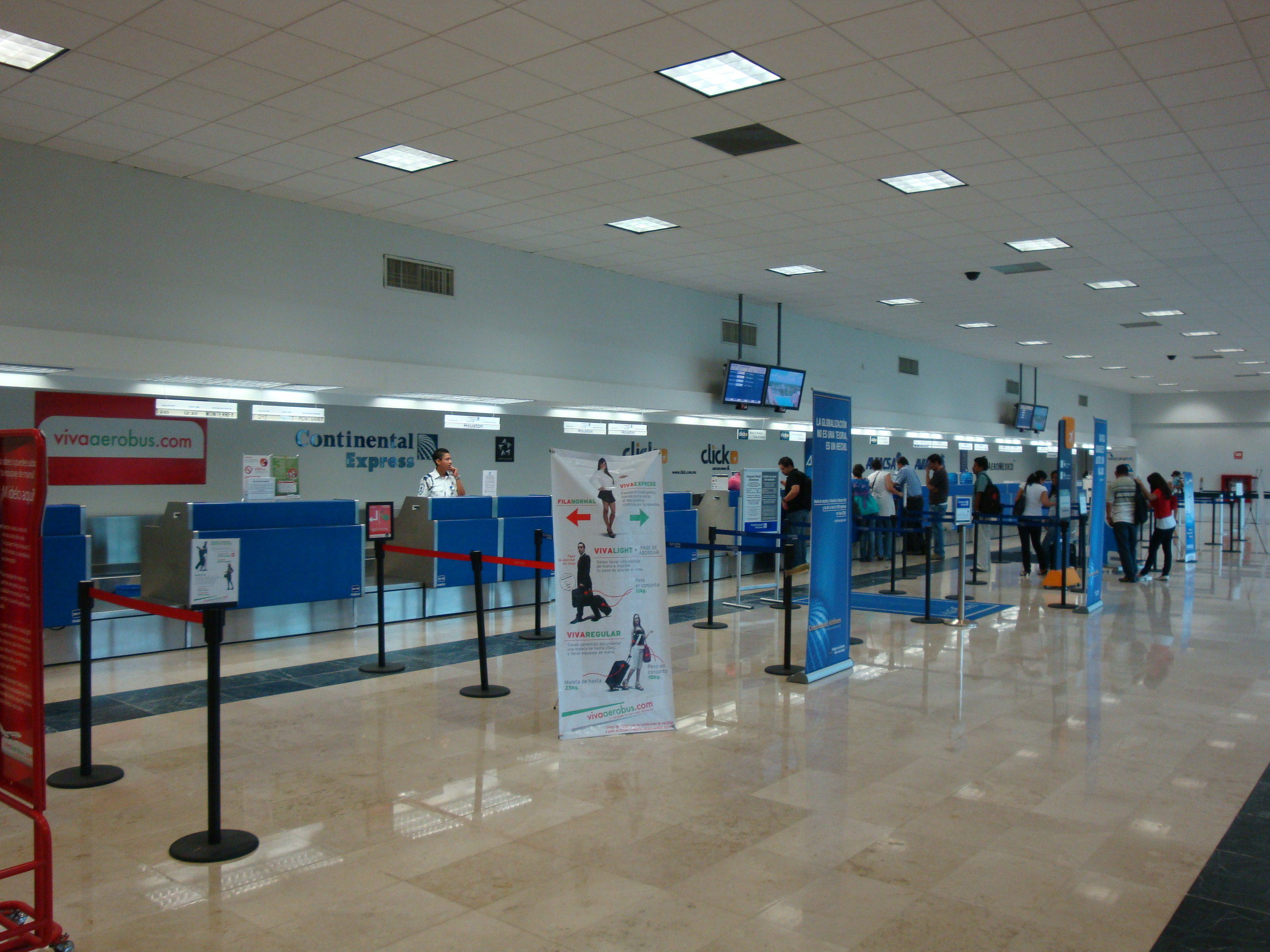
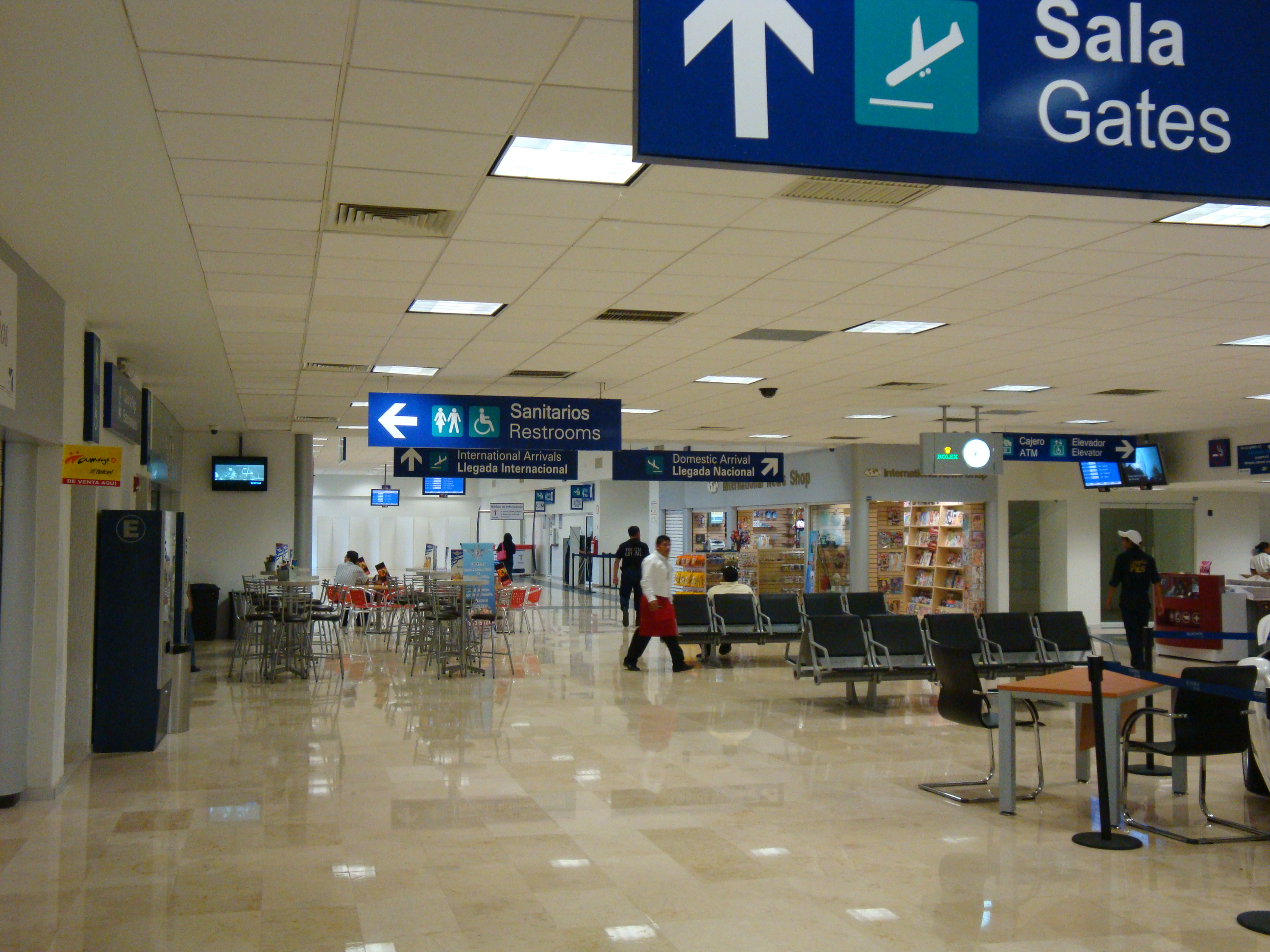
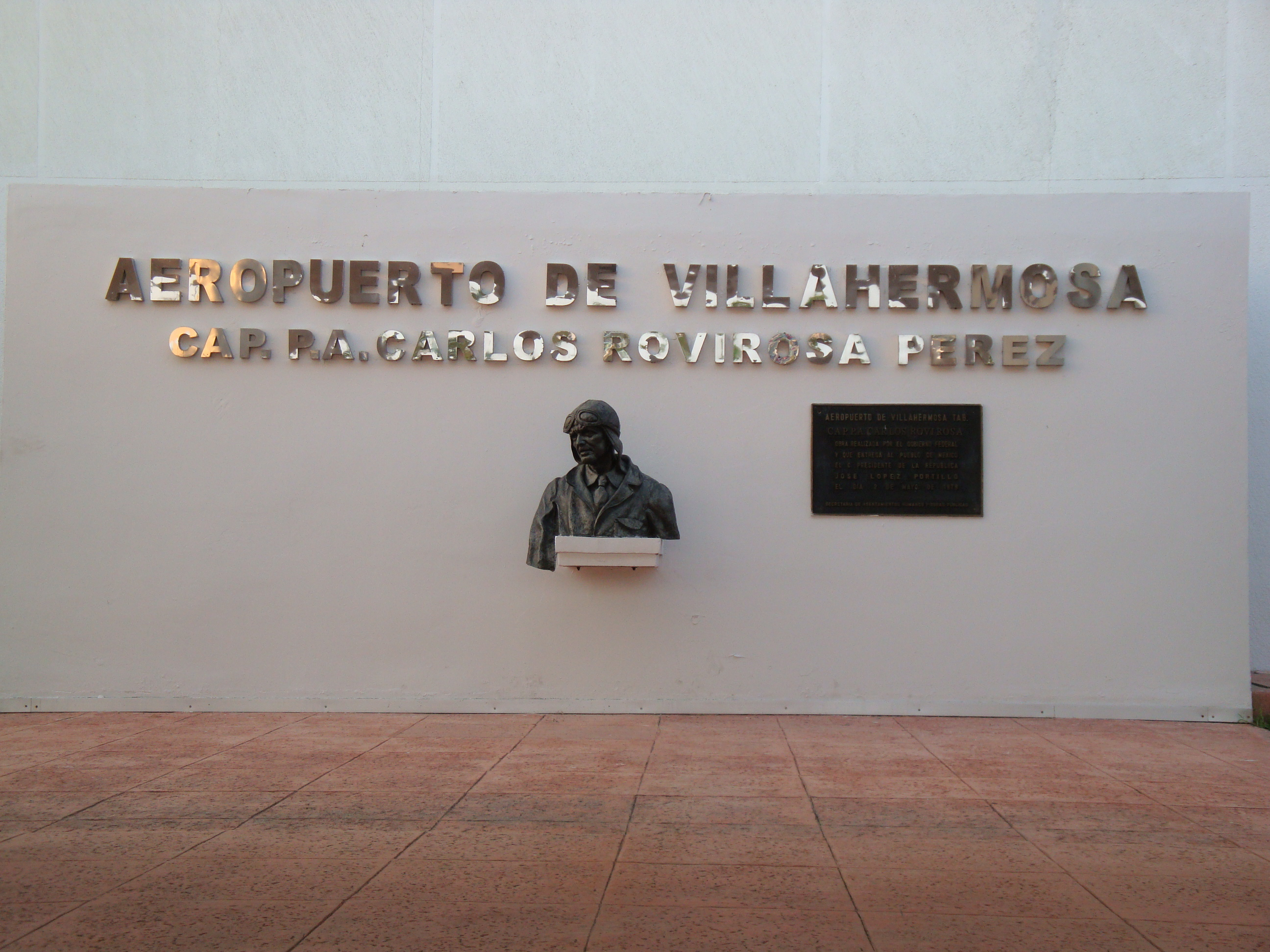

## Situation et accès
| \| 500 km1:6 468 000 \| Acapulco Aguascalientes Huatulco Campeche Cancún Chetumal Chihuahua Ciudad · del Carmen Ciudad Juárez Ciudad · Obregón Ciudad · Victoria Colima Cozumel Culiacán Guanajuato Durango Guadalajara Hermosillo Ixtapa · Zihuatanejo La Paz San José · del Cabo Los Mochis Matamoros Mazatlán Mérida Mexicali Mexico B.J. Mexico F.A. Minatitlán Monterrey Morelia Nuevo · Laredo Oaxaca Playa · de Oro Puebla Puerto · Escondido Puerto · Vallarta Querétaro Reynosa San Luis · Potosí Tampico Tapachula Tepic Tijuana Toluca Torreón Tuxtla Gutiérrez Uruapan Veracruz Villahermosa Zacatecas |
| 500 km1:6 468 000 |

## Statistiques
En 2017, l'aéroport a traité 1 260 277 passagers et, en 2018, 1 227 648 passagers.  
Pour des raisons techniques, il est temporairement impossible d'afficher le graphique qui aurait dû être présenté ici.

Voir la requête brute et les sources sur Wikidata.

## Compagnies aériennes et destinations

### Passager
| Compagnies   | Destinations                                            |
| ------------ | ------------------------------------------------------- |
| Aerodavinci  | Reynosa                                                 |
| Aeroméxico   | Mexico                                                  |
| AeroLitoral  | Mexico                                                  |
| Interjet     | Mexico                                                  |
| MAYAir       | Mérida                                                  |
| Viva Aerobus | Cancún, Guadalajara, Mérida, Mexico, Monterrey, Tampico |

### Cargaison
| Compagnies    | Destinations                    |
| ------------- | ------------------------------- |
| Aeronaves TSM | Mérida, Mexico                  |
| Estafeta      | Mérida, Mexico, San Luis Potosí |

## Itinéraires les plus fréquentés
| Rang | Ville                      | Les passagers | Classement | Compagnie aérienne                                             |
| ---- | -------------------------- | ------------- | ---------- | -------------------------------------------------------------- |
| 1    | Mexique , Mexico           | 412 314       | Stable     | Aeroméxico, Aeroméxico Connect, Interjet, VivaAerobus, Volaris |
| 2    | Nuevo León , Monterrey     | 75 425        | Stable     | VivaAerobus                                                    |
| 3    | Jalisco , Guadalajara      | 51 399        | Stable     | VivaAerobus, Volaris                                           |
| 4    | Quintana Roo , Cancún      | 39 281        | Stable     | MAYAir, VivaAerobus, Volaris                                   |
| 5    | Tamaulipas , Tampico       | 15 404        | 1          | VivaAerobus                                                    |
| 6    | Yucatán , Mérida           | 7 011         | 1          | MAYAir, VivaAerobus                                            |
| 7    | Veracruz , Veracruz        | 1 237         | Stable     | MAYAir                                                         |
| 8    | Chiapas , Tuxtla Gutiérrez | 536           | 2          |                                                                |
| 9    | Jalisco , Puerto Vallarta  | 110           |            |                                                                |
| dix  | Puebla , Puebla            | 80            | 3          |                                                                |

## Voir également
- Liste des aéroports les plus fréquentés au Mexique